# 스이후촌
스이후촌(水府村)은 이바라키현 구지군에 설치되었던 촌이다. 현재의 히타치오타시 중부에 해당한다. 

## 지리
현재의 히타치오타시 중부에 위치하며, 촌역은 아부쿠마 고지의 일부로 산이 많은 지형.마을 내에는 구자천의 지류가 흐른다.

## 역사
- 1955년 3월 1일 - 야마다촌,  소메와다촌. 가와치촌의 일부를 합병해 스이후촌이 성립하였다.
- 1956년 9월 30일 - 스이후촌, 게가노촌, 다카쿠라촌이 합병해 새로운 스이후촌이 성립하였다.
- 2004년 12월 1일 - 가나사고정, 사토미촌이 히타치오타시에 편입돼 소멸하였다.

## 교통

### 도로
- 국도 제461호선